# Contracuerpo
Contraluz es un cortometraje dirigido por Eduardo Chapero-Jackson estrenado el 29 de junio de 2009 integrado en la trilogía A contraluz junto a los dos cortometrajes posteriores de Chapero-Jackson. Es una fábula oscura, trata las obsesiones físicas sin entrar directamente en el tema de la anorexia

## Sinopsis
Una chica obsesionada con su aspecto (Macarena Gómez) decide perder su identidad para convertirse en un maniquí del escaparate más visto de la ciudad.

## Premios
- Nominación al Goya al mejor cortometraje de ficción en 2006.